# Sydhavnstippen
Sydhavnstippen, eller bare Tippen, er et naturområde ved Kalvebodløbet, øst for Valbyparken og Haveforeningen Musikbyen og syd for bydelen Sydhavnen. Sydhavnstippen er forbundet til Valbyparken via en sti og bro.
En del af området er udlagt til fårehold, lama og alpakaer. Dyrene er et led i naturplejen på Tippen, hvor de er med til at reducere invasive planter, som f.eks. bjørneklo. Fodring af dyrene er ikke tilladt. Dyrene hører under Børnenes Dyremark Flere grupper under organet Tippen Syder arbejder på Tippen med naturpleje og affaldsoprydning.. Der må ikke teltes og afholdes støjende fester med lyd anlæg på området.

## Eksternt link
- Sydhavnstippen.dk, drevet af Grøn Agenda Sydhavn. Sydhavnstippen Naturpleje https://gratis4192346.webador.dk/

55°38′12.65″N 12°32′5.28″Ø / 55.6368472°N 12.5348000°Ø